# Verbindungsnetzbetreiber
Verbindungsnetzbetreiber (VNB) bezeichnet einen Netzbetreiber eines Weitverkehrstelefonnetzes (Verbindungsnetz) zur Vermittlung von Ortsnetz-übergreifenden Verbindungen.
An Telefonanschlüssen etablierter Ortsnetzbetreiber kann der für die Verbindungen (Sprachtelefonie, Fax, Schmalband-Datenverbindungen) verwendete Verbindungsnetzbetreiber im Einzelfall per Call-by-Call oder dauerhaft mittels Preselection ausgewählt werden.
Die etablierten Netzbetreiber im Ortsnetz (ILEC) sind zu diesem Zweck zur Netzzusammenschaltung mit den Verbindungsnetzbetreibern verpflichtet.
Im Interesse einer größeren Anbietervielfalt und Wettbewerbsintensität auf dem Ortsgesprächsmarkt dürfen Verbindungsnetzbetreiber auch innerörtliche Verbindungen vermitteln, obgleich ihre Vermittlungsleistung hier aus technischer Sicht unnötig ist und daher insbesondere in Deutschland lange Zeit umstritten war, weshalb die Implementierung der Ortsgesprächsvermittlung durch die Verbindungsnetzbetreiber hier gegenüber anderen Staaten mit deutlicher Verspätung erfolgte.